# Aek Sabaon
Aek Sabaon is een bestuurslaag in het regentschap Tapanuli Selatan van de provincie Noord-Sumatra, Indonesië. Aek Sabaon telt 493 inwoners (volkstelling 2010).